# Gobuntu
Gobuntu è stata una distribuzione ufficiale derivata da Ubuntu e si differenziava per l'inclusione di solo software libero.

## Storia
Il 24 novembre 2005 Mark Shuttleworth parlò per la prima volta della creazione di una derivazione di Ubuntu chiamata Gnubuntu, che avrebbe dovuto contenere solo software libero, secondo la definizione della Free Software Foundation. A causa delle riserve di Richard Stallman sul nome, il progetto venne successivamente rinominato Ubuntu-libre. Stallman avrebbe poi sostenuto la creazione di una distribuzione basata su Ubuntu chiamata gNewSense, e avrebbe criticato Ubuntu per l'utilizzo di software proprietario nelle distribuzioni successive, in particolar modo nella Ubuntu 7.04.
Il progetto è stato chiuso con la versione 8.04.1 in quanto gli obiettivi della distribuzione erano stati raggiunti anche nella versione principale di Ubuntu rendendo Gobuntu ridondante.

### Versione 7.10
La prima versione stabile di Gobuntu (Gutsy Gibbon 7.10) è stata pubblicata il 18 ottobre 2007, insieme alle altre derivazioni di Ubuntu.
A differenza di queste (Ubuntu, Kubuntu, Edubuntu e Xubuntu) la versione 7.10 di Gobuntu non è pubblicata nella forma di livecd dotato di installer grafico, ma solo nella forma di "alternate cd", che permette di installare la distribuzione sul computer tramite un installer testuale (derivato da Debian).
Per quanto riguarda i progressi nella rimozione di contenuto non libero, pare che il lavoro si sia limitato finora alla pulizia del kernel Linux con la rimozione di alcuni driver proprietari, mentre maggiori interventi si dovrebbero avere durante il processo di sviluppo della prossima release (8.04 "Hardy Heron", prevista per il mese di aprile 2008).
Oggetto di dibattito è la mancata rimozione del browser web Firefox, e la sua mancata sostituzione con altri browser, ad esempio con Iceweasel (come in Debian e gNewSense), o con Epiphany (che fa parte del progetto GNOME). La rimozione di Firefox è stata proposta con le stesse motivazioni che hanno portato alla creazione di Iceweasel, ma l'idea non ha incontrato il favore degli sviluppatori (almeno per la release 7.10).